# Association Sportive Pirae
L'AS Pirae è una società calcistica tahitiana di Pirae.
Fondato nel 1929, il club ha vinto 12 campionati tahitiani, una Supercoppa di Tahiti, 10 Coppe della Polinesia, 2 Coppe dei Territori francesi d'oltremare e una Coppa dei Club Campioni d'oltremare.. È l'unica squadra della Polinesia francese ad aver raggiunto la finale dell'OFC Champions League, nel 2006.

## Storia
L'AS Pirae fu fondato nel 1929. 
Nel 2006 si qualificò per il campionato oceaniano per club vincendo il campionato tahitiano. Nel torneo giunse in finale, dove fu sconfitto per 3-1 dall'Auckland City, che aveva vinto contro i tahitiani anche nel girone.
In seguito al ritiro dell'Auckland City, il 31 dicembre 2021 il club fu scelto come club rappresentante l'Oceania per rimpiazzare i neozelandesi nella Coppa del mondo per club FIFA 2021. Nella competizione la squadra perse per 1-4 nel turno preliminare contro l'Al-Jazira e chiuse il torneo all'ultimo posto.

## Palmarès

### Competizioni nazionali
- Campionato tahitiano: 12

1989, 1991, 1993, 1994, 2001, 2003, 2006, 2013-2014, 2019-2020, 2020-2021, 2021-2022, 2023-2024
- Supercoppa di Tahiti: 1

1996
- Coppa della Polinesia francese: 10

1970, 1980, 1984, 1994, 1996, 1999, 2000, 2002, 2005, 2015

### Competizioni internazionali
- Coppa dei Territori francesi d'oltremare: 2

2001 , 2007
- Coppa dei Club Campioni d'oltremare: 1

2002

### Altri piazzamenti
- OFC Champions League:

Finalista: 2006, 2024
Semifinalista: 2005, 2013-2014, 2023

## Risultati nella OFC Champions League
| Anno | Torneo                | Turno              | Avversario       | Risultato |
| ---- | --------------------- | ------------------ | ---------------- | --------- |
| 2005 | OFC Club Championship | Fase a gruppi      | Sobou FC         | 5-1       |
| 2005 | OFC Club Championship | Fase a gruppi      | Auckland City FC | 2-0       |
| 2005 | OFC Club Championship | Fase a gruppi      | Sydney FC        | 0-6       |
| 2005 | OFC Club Championship | Semifinale         | AS Magenta       | 1-4       |
| 2005 | OFC Club Championship | Finale 3o/4o posto | Tafea FC         | 1-3       |
| 2006 | OFC Club Championship | Fase a gruppi      | Marist FC        | 10-1      |
| 2006 | OFC Club Championship | Fase a gruppi      | Sobou FC         | 7-0       |
| 2006 | OFC Club Championship | Fase a gruppi      | Auckland City FC | 0-1       |
| 2006 | OFC Club Championship | Semifinale         | YoungHeart       | 2-1       |
| 2006 | OFC Club Championship | Finale             | Auckland City    | 1-3       |